# Helímenas Rojo Paredes
Helímenas de Jesús Rojo Paredes (ur. 22 kwietnia 1926 w Calderas, zm. 9 kwietnia 2021 w Calabozo) – wenezuelski duchowny rzymskokatolicki, w latach 1980–1995 biskup i 1995–2001 arcybiskup Calabozo.

## Życiorys
Święcenia kapłańskie przyjął 8 lipca 1950. 24 marca 1980 został mianowany biskupem Calabozo. Sakrę biskupią otrzymał 18 maja 1980. 17 czerwca 1995 został podniesiony do rangi arcybiskupa. 27 grudnia 2001 przeszedł na emeryturę.